# 替身 (王傑專輯)
《替身》為臺灣歌手王傑的第二十九張個人專輯，也是第二十一張國語專輯，於1998年8月在馬來西亞出版，由波麗佳音公司發行。

## 專輯簡介
王傑在波麗佳音的最後一張唱片，也是在波麗佳音時期唯一沒有收錄個人作品的專輯。台灣波麗佳音於1997年年底倒閉，原訂於1998年2月在台灣發行的專輯延至8月才由馬來西亞分公司出版（香港地區則至1999年才與傑出精選16合併推出）。由於公司的倒閉使這張唱片包裝的相當精簡，沒有任何的專輯宣傳照，也未在電台做任何的播放與宣傳，甚至專輯內的歌詞文本也未提及製作人及唱片製作團隊。

## 曲目
| 曲序 | 曲名              | 曲     | 詞     | 編曲       | 附註                       |
| 01   | 替身              | 陳俊廷 | 許常德 | Tim Heintz |                            |
| 02   | 雪季              | 陳泰安 | 李子恆 | 洪敬堯     |                            |
| 03   | 為何夢見她        | 邱晨   | 邱晨   | Tim Heintz | 翻唱金智娟的《為何夢見他》 |
| 04   | 故事              | 陳俊廷 | 何啟弘 | Tim Heintz |                            |
| 05   | 我就是我          | 黃中原 | 林美杏 | Tim Heintz |                            |
| 06   | I Don't Wanna Cry | 陳俊廷 | 劉虞瑞 | Tim Heintz |                            |
| 07   | 愛的傷痛          | 鄭華娟 | 鄭華娟 | Tim Heintz |                            |
| 08   | 關燈              | 黃中原 | 丁曉雯 | Tim Heintz |                            |
| 09   | 我的唯一          | 黃中原 | 胡如虹 | Tim Heintz |                            |
| 10   | 瀟灑說分手        | 陳俊廷 | 丁曉雯 | Tim Heintz |                            |

（註：專輯中並未註明每首歌的編曲人）

## 唱片版本
- 錄音帶版
- CD版

## 音樂錄影帶
無